# Луфтвафе на Третия райх
Луфтвафе (на немски: Luftwaffe – въздушно оръжие) е името на военновъздушните сили на Нацистка Германия.

## История
След разгрома на Германската империя през Първата световна война Версайският договор забранява на Германия да притежава каквито и да било моторни самолети. Германското правителство успява да заобиколи тази забрана, като сключва таен договор със Съветския съюз. Той дава възможност в СССР да се обучават тайно от 1923 до 1933 г. средногодишно по 240 германски пилоти, главно на летището Липецк, а също да се експериментират нови конструкции на самолети. Тази база се нарича официално 4-ти авиоотряд на 40-и авиополк на Червената армия. Тези пилоти образуват ядрото на Луфтвафе, създадено след като Адолф Хитлер и неговата Националсоциалистическа работническа партия идват на власт, през 1933 г.
Луфтвафе е създадено официално на 9 март 1935 г. като самостоятелен род войска с персонал 18 200 души. Главнокомандващ е райхсмаршалът Херман Гьоринг, герой от Първата световна война, въздушен ас с 35 победи.
Символ на Луфтвафе става орел с разперени криле, който държи пречупен кръст в ноктите си. Носи се на униформите и фуражките на офицерите и войниците от Луфтвафе. За опознавателен знак на самолетите е възприет Тевтонският кръст с прави, равни по дължина рамена за тялото и крилата, както и свастика на опашката на самолетите.
Луфтвафе натрупва първия си боен опит в гражданската война в Испания, която се превръща в изпитателен полигон за немските самолети. 7000 доброволци от легиона „Кондор“ участват на страната на националистите на генерал Франсиско Франко. В хода на военните действия се разработват много нови тактически прийоми.
В завоевателните планове на Вермахта, съобразявани до 1942 г., се предвиждат внезапни удари с танкове и самолети, за да се постигнат изненада и успех, вместо да се използват огромни маси от пехота, както през Първата световна война. Още от първите минути на Втората световна война, германското Луфтвафе овладява небето и взема решаващо участие в сухопътните сражения. То за броени дни утвърждава доктрината на модерната война, гласяща който постигне господство във въздуха, печели сражението, а ако успее да поддържа това господство, печели и войната.
След смъртта на генерал-полковник Ернст Удет, в края на 1941 г. началник на Техническия отдел на Луфтвафе става прагматикът фелдмаршалът Ерхард Милх. Той проумява необходимостта от цялостна реконструкция на производствената база, за да може да се противопостави на нарастващата мощ на съюзниците. Той поставя началото на едно сериозно увеличаване на производството на самолети, което е реализирано през 1944 г. Въпреки тежките бомбардировки и нарушения транспорт, през 1944 г. са произведени около 40000 самолета, което представлява една трета от всички произведени в Германия през Втората световна война. Но се оказва, че за тях вече няма достатъчно гориво и опитни пилоти.
Човешките ресурси на Луфтвафе нарастват от 600000 души в началото на войната на 1 100 000 в края на 1942 г. Но по-късно поради липса на гориво и резервни части за самолетите част от персонала е изпратена да воюва в така наречените полеви дивизии (Luftwaffen-Felddivisionen). С напредването на войната се налага все повече сектори на фронтовете да се обслужват от все по-малко самолети, пилотирани от недообучени летци. Поради липса на самолети, на гориво, а и на време задължителните часове за обучение на пилотите се намаляват от 260 през 1942 г. на 110 през 1943 г., а накрая на 50 през 1944 г.
До края на 1942 година Луфтвафе се използва основно като настъпателна сила, въздушна поддръжка на настъпващата германска армия. През 1943 нещата се обръщат. СССР започва контранастъпление от Изток, Западните Съюзници настъпват в Африка, а самата Германия става обект на масирани нападения от съюзнически тежки бомбардировачи. С това и задачата на Луфтвафе става от нападателна на отбранителна.
В началото на 1945 г. основната задача на Луфтвафе вече е отбраната. То разполага със сили за противовъздушна отбрана на Райха от около 2000 самолета плюс не повече от 1000 самолета, пръснати в малки тактически поделения по фронтовете. Това е повече от 20 пъти по-малко от броя на самолетите на съюзниците, действащи в Европа. Това трагично положение се дължи на обстоятелството, че когато Нацистка Германия започва да води война с три противника, всеки от които е по-богат, по-многочислен и по-мощен, отколкото самата нея заедно с ресурсите от покорените европейски страни, тя разчита на Луфтвафе, а то в същност се оказва създадено за водене на краткотрайни локални войни. Принудени да воюват на няколко фронта в Европа и Северна Африка и да преодоляват огромни разстояния, елитните въздушни сили на Третия Райх не могат вече да се справят с поставените им задачи, когато войната се превръща в глобална.
През февруари-март 1945 г. бойната сила на Луфтвафе пада драстично както поради големите загуби на самолети и най-вече на летци, така и поради изчерпване на резервите от горива. Със заповед от 13 февруари се ликвидират всички учебни ескадри. Разрешено е да продължи обучението само на пилоти, които се нуждаят от още 2 до 4 седмици, за да бъдат готови за включване в бойните действия. В началото на април са ликвидирани голям брой бомбардировъчни и други поделения, а от 1 април се прекратява производството на бойни самолети с бутални двигатели. Много летци са изпратени в пехотни поделения по фронтовете. Това е тъжният край на могъщото някога Луфтвафе.
- По време на Полската кампания
- Офанзивата в Скандинавия и Франция
- Бомбардировка в Лондон
- Боевете в Северна африка
- Самолет Junkers Ju 88 прелитащ на територията на Русия
- Последици от Арденската офанзива

## Самолетостроене
В Германия стотици фирми работят в областта на самолетостроенето. Голяма част от тях са производители на агрегати, възли и полупродукти. С конструиране и производство на самолети, както и на елементи и възли за тях, се занимават около 20 фирми, между които са по-малко известните AGO, Bücker, Blohm & Voss, DFS, Erla, Flettner, Gotha Waggonbau, Klemm, Siebel и Weser. Но 8 са големите фирми, които създават и произвеждат основната част на самолетите на Луфтвафе през Втората световна война. Това са:
Arado Flugzeugwerke, Dornier-Werke, Gerhard-Fieseler-Werke, Focke-Wulf Flugzeugbau, Ернст Хайнкел, Henschel-Flugzeugwerke, Junkers Flugzeug und Motorenwerke и Messerschmitt.
За самолетостроенето работят и много други фирми. Това са производителите на двигатели, например Argus, Daimler-Benz, BMW, Bramo, Hirth, Walter, на оръжейни системи, например Mauser, Rheinmetall-Borsig, производители на хидравлични и пневматични системи, лагери, каучукови и текстилни изделия, електротехнически, дървообработващи, металообработващи и много други предприятия. През войната част от производството е изнесено в окупираните страни. Затова след края на войната производството на редица самолети, например Ju 52, He 111, Fi 156, Bf 109, Me 262 и Si 204, продължава в Чехия и Франция под ново име.
За обозначаване се използват букви и цифри. Първите букви характеризират основната фирма производител. Например Ar – Arado, Bf – Bayerische Flugzeugwerke, Bv – Blohm & Voss, Do – Dornier, Fi – Fieseler, Fw – Focke-Wulf, Go – Gothaer Waggonfabrik, He – Heinkel, Hs – Henschel, Ju – Junkers, Kl – Klemm, Me – Messerschmitt, Si – Siebel. В края на войната някои от самолетите на Focke-Wulf са обозначени с името на главния конструктор инж. Курт Танк, например Та 152 и Та 154.
След фирменото обозначение следва цифрова комбинация, отговаряща на кодовото число, под което даден самолет се води на отчет в Министерството на въздухоплаването (Reichsluftfahrtministerium, RLM). Това число не е свързано с последователността на приемането на въоръжение на самолетите.
След основното обозначение следват буква, която отговаря на варианта, например Bf 109Е, и цифра, която отговаря на серия, респ. подвариант, например Bf 109Е-4.
Прототипите се обозначават с буквата V (Versuch) и поредно число, например Не 111V-7 е седмият прототип на бомбардировача Не 111.
С буква U (Umrüst-Bausatz) и цифри, отделени с къса черта, се обозначават допълнителни устройства или преустройства, които се монтират в завода-производител, например Fw 190A-4/U8 е изтребител-бомбардировач, който може да носи четири бомби по 50 kg под крилата, а под тялото – резервоар за допълнително гориво с вместимост 300 литри. Машини с допълнително въоръжение, което се монтира във фронтовите работилници, са обозначени с буквата R (Rüstsatz), например Fw 190A-6/R6 има под крилата две тръби с диаметър 210 mm за изстрелване на неуправляеми ракетни снаряди Wgr.21.
Самолетите, пригодени за служба в пустинни райони, са обозначени със съкращението Trop, например Bf 109E-7/Trop.

## Структура
Преди войната Германия била разделена на въздушни области (на немски: Luftkreiskommando) подчинени на всички съединения на Военновъздушните сили.
Въздушното оръжие („Луфтвафе“) имало първоначално два ръководни щаба: Генерален щаб (на немски: Generalstabes der Luftwaffe) и Главен щаб (на немски: Luftwaffenfuhrungsstabes). През пролетта на 1942 г. обаче, те се обединяват под името Главно командване на Луфтвафе (на немски: Oberkommando der Luftwaffe – OKL). През 1939 г. се сформира и Организационна структура на Луфтвафе (разработена от Гьоринг и Милх) и просъществувала до края на Втората световна война.

### Флот
Най-голямата тактическа единица в Луфтвафе е въздушният флот („Luftflotte“), който съответства приблизително на една съветска или американска въздушна армия. Първоначалният му състав включва три въздушни флота, отговарящи за Германската площ. След завзетите треитории от съединените страни, в началото на войната се увеличават до пет въздушни флота. В допълнение към тези, през 1943 г. бил сформиран един (6-и), а година по-късно още два флота (10-и и флот „Рейх“). Между годините 1940/45 г. всеки флот действал в определен военен театър.
Съществуват следните флотове:
- 1-ви въздушен флот: действа по северния фланг на Източния фронт, в края на февруари 1945 г. под командването на луфтвафе „Курландия“.
- 2-ри въздушен флот: между 1940/42 г. действа в центъра на Източния фронт, от 1942 г. по Средиземноморието, през септември 1944 г. предава функциите си на командващото луфтвафе в Италия;
- 3-ти въздушен флот (Германия): контролира териториите на Германия и Франция, през септември 1944 г. преименуван на командващо луфтвафе „Запад“, който се присъединил към въздушен флот „Райх“.
- 4-ти въздушен флот: действащ по южния фланг на Източния фронт, от 14 април 1945 г. преименуван на 4-то командващо луфтвафе, включен в 6-и въздушен флот;
- 5-и въздушен флот: действащ по северния военен театър, включително в Норвегия и Финландия, през септември 1944 г. предава функциите си на командващото луфтвафе в Норвегия.
- 6-и въздушен флот: действа в центъра на Източния фронт;
- въздушен флот „Рейх“: ПВО Германия.

Освен това по различно време съществувало независимо от флота командващо Луфтвафе; например, командващо луфтвафе „Югоизтог“ контролиращо между май и октомври 1944 г. областите на Югославия, Албания и Гърция.
Няколко флота образуват въздушен корпус (на немски: Fliegerkorps) или въздушна дивизия („Fliegerdivision“). Но основни бойни единици в германското Луфтвафе останали ескадра (на немски: Geschwader), група (на немски: Gruppe) и ескадрила (на немски: Staffel).

### Ескадра
Основната тактическа единица на Луфтвафе през Втората световна война е ескадрата („Geschwader“). Всяка ескадра е обозначена с букви и цифри. Буквите характеризират предназначението на ескадрата, например:
- изтребителна ескадра (на немски: Jagdgeschwader) – JG;
- нощна изтребителна ескадра (на немски: Nachtjagdgeschwader) – NJG;
- ескадра от тежки изтребители (на немски: Zerstorgeschwader) – ZG;
- ескадра от щурмови самолети (на немски: Schlachtgeschwader) – SG (от 1943 г.) или Sch.G (до 1943 г.);
- нощен щурмовик (на немски: Nachtschlachtgeschwader) – NSG;
- бомбардировъчна ескадра (на немски: Kampfgeschwader) – KG;
- ескадра от скоростни бомбардировачи (на немски: Schnellkampfgeschwader) – SKG;
- ескадра от пикиращи бомбардировачи (щуки) (на немски: Sturzkampfgeschwader, Stukageschwader) – St.G;
- транспортни самолети (на немски: Kampfgeschwader zur besonderen Venvendung) – KGzbV (до 1943 г.) или TG (на немски: Transport-geschwader транспортна ескадра, от 1943 г.);
- учебна ескадра (на немски: Lehrgeschwader) – LG.
- самолети със специално предназначение (на немски: zur besonderen Verwendung) – zbV.
- резервна изтребителна ескадра (за преквалификация) – EJG.

Редица ескадри имат имена като например: JG 5 Eismeer, JG 53 Pik As, JG 54 GrÜnherz, ZG 1 Wespen, ZG 76 Haifisch, KG 51 Edelweiss, KG 54 Totenkopf, KG 55 Greif. Други ескадри имат с пропагандна цел традиционно име в чест на загинал герой като например: ZG 26 Horst Wessel, името на герой на нацистката партия, убит през 1930-те години при уличен побой; JG 26 Schlageter, името на борец срещу френската окупация на Рурската област след Първата световна война, разстрелян от французите; JG 2 Richthofen, ас-изтребител от Пъвата световна война; JG 51 Mölders, първият ас-изтребител на Луфтвафе; KG4 General Wever, първият началник-щаб на Луфтвафе, загинал при самолетна катастрофа; JG 3 Udet и др. Интересно е да се отбележи, че тази традиция е запазена и в настоящето Бундеслуфтвафе, където има ескадри JG 71 Richthofen и JG 73 Steinhoff.
- Всяка ескадра има 120 до 200 самолета, като е съставена от щаб и три, а понякога и четири групи, обозначени с римски цифри. Например: II./JG 27 – втора група на 27-а изтребителна ескадра.
- Всяка група има 36 до 48 самолета състояща се от три, а понякога и четири ескадрили („Staffel“).

Например: 2./JG 54 – втора ескадрила на 54-та изтребителна ескадра.

### Ескадрила
Обикновено всяка ескадрила се състои от 12 до 16 самолета, а номерацията на ескадрилите била най-често разделяна на три групи: I група включваща 1-ва, 2-ра и 3-та ескадрила, II група 4-та, 5-а, 6-а и т.н.
Няколко примери на ескадрили:
- 1./JG 27 – 1-ва ескадрила (от състава на I група) 27-а изтребителска ескадра;
- 7./KG 76 – 7-а ескадрила (от състава на III група) 76-а бомбардировъчна ескадра;
- 10.(Jabo)/JG 2 – 10-а (изтребително-бомбардировъчна) ескадрила 2-ра изтребителска ескадра;
- 3.(F)/Aufkl.Gr 22 – 3-та (далечно-разузнавателна) ескадрила 22-ра разузнавателна ескадра; съкратен вариант −3./(F)22;
- 1./Aufkl.Gr Ob.d.L. – 1-ва ескадрила – разузнавателна група, пряко подчинена на командването на военновъздушните сили
- 1./KGr 106 – 1-ва ескадрила – 106-а бомбардировъчна група;
- Stab/ZG 2-ро щабно звено – 2-ра тежка изтребителна ескадра.

При изтребителите всяка ескадрила е изградена от три четворки („Schwarm“). Най-малките единици са тройката („Kette“) и двойката („Rotte“). Няколко ескадри образуват въздушен корпус („Fliegerkorps“) или въздушна дивизия („Fliegerdivision“).

### Други ескадрили
Разузнавателната и морската въздушна ескадрила са разделени на групи, в съответствие с местонахождението.
- армейска разузнавателна група (на немски: Heeresaufklärungsgruppe) – HAGr;
- група за крайбрежно наблюдение (на немски: Küstenfliegergruppe) – KFlGr
- група за морско разузнаване (на немски: Seeaufklärungsgruppe) – SAGr
- разузнавателна (фронтова) група в съседство (на немски: Nahaufklarungsgruppe) – IMA.Gr;
- разузнавателна група за дълго разстояние (на немски: Fernaufklarungs-gruppe) – FA.Gr;
- група за нощно разузнаване (на немски: Nachtaufklarungs-gruppe) – A.Gr.Nacht;
- група корабна авиация (на немски: Bordflieger-gruppe) – B.FI.Gr;
- група брегова авиация (на немски: Kustenflieger-gruppe) – Ku.FI.Gr.
- миночистачна група (на немски: Minensuchgruppe) – MSGr;
- група със специално предназначение (на немски: Gruppe zur besonderen Verwendung) – GrzbV;

### Спецназ
Съществуват и специализирани автономни поделения като например:
- учебна група (на немски: Erprobungsgruppe) – Er.Gr или Erpr.Gr;
- групова подготовка (на немски: Erganzungs-gruppe) – Erg.Gr;
- група планер (на немски: Schleppgruppe);
- разузнавателна група на Главното командване на Луфтвафе (стратегическо разузнаване) – Aufkl.Gr. Ob.d.L;

### Наземни части
Съставът на наземните части на Луфтвафе включвал следните военни части.
- свързани части, части по летищна поддръжка и изграждане от 1935 г.
- зенитно-артилерийски части, от 1935 г. (през декември 1944 г. наброява 816 200 души);
- парашутно-десантни части – от 1936 г. парашутно-десантен батальон (на немски: Fallschirmshutzen Bataillon):

сформирам към полка „генерал Гьоринг“ (на немски: Regiment „General Goring“), под командването на Херман Гьоринг превърнал се през 1938 г. в ядрото на 7-а въздушна дивизия (на немски: Flieger Division).

### Командна част
През цялата история на Третия Райх Луфтвафе има само 2 главнокомандващи. Първият е Херман Гьоринг, а вторият е генерал-полковник Роберт Ритер фон Грайм – последен главнокомандващ на Луфтвафе, повишен до звание фелдмаршал и последен германски офицер от Втората световна война получил втория по-големина военен ранг. Други офицери повишени във втория по-големина военен ранг били, Алберт Кеселринг, Хуго Шперле, Ерхард Милх и Волфрам фон Рихтхофен.
Гьоринг в края на войната от заобиколения от Червената армия Берлин изпратил телеграма до Хитлер, предлагайки да поеме ръководството на Райха. Германският канцлер протълкувал това като ултиматум и преврат. В резултат наредил незабавното му арестуване и екзекутиране. СС охраната на Гьоринг обаче не изпълнява наредбата и той е арестуван от военни на САЩ в Бавария през май 1945 г. След залавянето му е предаден на Нюрнбергския процес и обвинен в престъпления срещу мира, планиране, подготовка, иницииране и разпореждане на агресивна война в нарушение на международни закони и споразумения, военни престъпления, престъпления срещу човечеството. Признат е за виновен по всички 4 обвинения и осъден на смърт чрез обесване. Въпреки това обжалва мнението на съдята, като държи да бъде разстрелян като войник. Съдът отхвърля обжалването, но Гьоринг продължава да се противопоставя на присъдата, след което се самоубива, поглъщайки таблетка цианид.
Що се отнася до Шпарел, той е преследван по време на процеса на OKW, като един от последните дванадесет обвиняеми в Нюрнбергските процеси след войната. Бил оправдан по всички четири обвинения. Умира в Мюнхен през 1953 г.

### Отличителни знаци
Генерали и офицери
| Категории       | Генерал           | Генерал       | Старши офицерски звания | Старши офицерски звания | Старши офицерски звания | Младши офицерски звания | Младши офицерски звания | Младши офицерски звания |
| --------------- | ----------------- | ------------- | ----------------------- | ----------------------- | ----------------------- | ----------------------- | ----------------------- | ----------------------- |
| Немски звания   | Generalleutnant   | Generalmajor  | Oberst                  | Oberstleutnant          | Major                   | Hauptmann               | Oberleutnant            | Leutnant                |
|                 | ↓                 | ↓             | ↓                       | ↓                       | ↓                       | ↓                       | ↓                       | ↓                       |
| Съветски звания | Генерал-лейтенант | Генерал-майор | Полковник               | Подполковник            | Майор                   | Капитан                 | Старши лейтенант        | Лейтенант               |

Сержанти и войници
| Категории       | Подофицер             | Подофицер | Сержант и старшина | Сержант и старшина | Сержант и старшина | Сержант и старшина | Солдат    | Солдат |
| --------------- | --------------------- | --------- | ------------------ | ------------------ | ------------------ | ------------------ | --------- | ------ |
| Немски звания   | Offizieranwärter (OA) | —         | Stabsfeldwebel     | Oberfeldwebel      | Feldwebel          | Unteroffizier      | Gefreiter | Soldat |
|                 | ↓                     | ↓         | ↓                  | ↓                  | ↓                  | ↓                  | ↓         | ↓      |
| Съветски звания | Офицерски кандидат    | Мичман    | Старшина           | Старши сержант     | Сержант            | Младши сержант     | Ефрейтор  | Редник |

## Опознавателни знаци
Знаци на самолетите
След идването на Хитлеровата власт в Германия и създаването на Луфтвафе, през средата на 1930-те години като национален отличителен знак върху крилата и телата на германските военни самолети отново се появява правият кръст („Balkenkreuz“) от края на Първата световна война. През цялото вертикално оперение преминава червена лента, като в средата ѝ има бял кръг с черен пречупен кръст (свастика); символът на управляващата Националсоциалистическа партия. Но през следващите години тези знаци са стилизирани и опростени. Червената лента и белият кръг изчезват още преди войната. Остава само черният пречупен кръст, който по-късно е само очертан с бял или черен контур в зависимост от това дали самолетът е боядисан в тъмни, или светли цветове. През войната в много случаи от правия кръст остават само бели ъгли при тъмни повърхности и черни ъгли при светли повърхности.
По време на Втората световна война са въведени специални маркировки за обозначаване на театъра на военните действия. Така например в района на Средиземноморието Германските и Италианските самолети имат широка бяла лента около тялото. По време на Битката за Англия през втората половина на 1940 г. германските самолети участващи в нея, имат жълти ленти около тялото и жълто оцветени краища на крилата и (или) обвивки на двигателите и (или) вертикални кормила. При похода на Балканите през пролетта на 1941 г. германските самолети имат също такова оцветяване. Това се налага, тъй като югославските и гръцките въздушни сили разполагат с голям брой германски самолети. Това обозначение е въведено по-късно и за всички самолети на Луфтвафе и на германските съюзници на Източния фронт и на Балканите. То е въведено и на българските самолети.
Съгласно предписанията за изтребителите на всеки самолет трябва да се нанесе число с арабски цифри от 1 до 20, както следва: бяла за 1-ва, 4-та и 7-а ескадрила („Staffel“), червена за 2-ра, 5-а и 8-а ескадрила, жълта за 3-та, 6-а и 9-а ескадрила. Самолетите от I група нямат специално обозначение. Тези от II група имат на тялото отстрани зад кръста хоризонтална линия с цвета на ескадрилата. В първите години на войната самолетите от III група имали вълнообразна линия с цвета на ескадрилата. По-късно самолетите от III група прибавят вертикална линия с цвета на ескадрилата, а тези от IV група – вълнообразна линия. Самолетът на командира на група вместо цифра получава черен ъгълник. Самолетът на командира на ескадра („Geschwader“) освен ъгълник има отстрани дълга черна линия, достигаща до опашката, така че се получава изображението на стрела.
На всички други самолети освен изтребителите са изписани четири букви или три букви и една цифра. Първите две черни букви (или буква и цифра), нанесени вляво от кръста, са кодирано обозначение на групата и ескадрата. Третата буква (вдясно от кръста) е индивидуална характеристика на самолета, често изписвана в цвета на ескадрилата. Последната черна буква указва подразделението в рамките на ескадрата, към което е включен самолетът. Обикновено тези букви и цифра са изписани в черно отдолу на крилата.
Германските изтребители от поделенията, включени в отбраната на Райха, имат от 1944 г. широки 90 cm цветни ленти около тялото – зелени, сини, червени, бели, жълти, черни или комбинации от тези цветове.
В предната част на тялото или под пилотската кабина се нанася емблемата на поделението, а в някои случаи личната емблема на пилота.
Трябва да се споменат и малките маркировки, с които се отбелязват постигнатите въздушни победи. Германците отбелязват на вертикалното кормило победите си с вертикални бели ленти („Abschussbalken“), над които са изписани малки кокарди или петолъчни звездички в зависимост от това, от каква националност са свалените самолети.
От началото на 1945 г. на германските самолети е забранено изобразяването на всякакви емблеми, както и на маркировки за въздушни победи.
Що се отнася до камуфлажа на самолетите на Луфтвафе, той представлява до началото на войната редуващи се зони в зелени тонове – чернозелено и тъмнозелено („Schwarzgrün“ и „Dunkelgrün“) – върху горните повърхности и светлосиньо върху долните. Скоро германците установяват, че сивото е полезен неутрален цвят и го добавят към зелените тонове. По-късно светлозелените и сиви странични повърхности на тялото и вертикалните кормилни плоскости са изпъстрени с тъмнозелени петна. Повърхностите на самолетите, действащи в Северна Африка, са оцветени в пясъчно жълто („Sandgelb“), като в много случаи са изпъстрени с маслиненозелени петна. През зимните месеци самолетите на Източния фронт обикновено са боядисвани бели с водоразтворими бои, за да бъдат по-добре маскирани в зимната обстановка. На самолетите, действащи през нощта, долните повърхности са оцветени черно и белите елементи на маркировките са замазани с черна боя.
Други знаци
- Oпознавателен знак на Луфтвафе
 (1935 – 1945)
- По-ранна версия на кормилна маркировка (1935 – 1939)
- По-късна версия на кормилна маркировка (1939 – 1945)

## Самолети
Изтребители

По време на гражданската война Испания се превръща в „изпитателен полигон“ за самолетите на Луфтвафе, които вземат участие на страната на националистите на генерал Франко. Там някои самолетни модели се утвърждават, а други се провалят.
В Испания са изпратени 17 изтребителя Хайнкел He 112. Те имат същия двигател Jumo 210 с мощност 640 к.с. като Messerschmitt Bf 109A, но са по-бързи и по-тежко въоръжени – имат две 20-mm оръдия в крилете и две леки картечници над двигателя. Те обаче се оказват трудни за производство и затова струват значително по-скъпо от конкурента си. Повърхностната им охладителна система е много чувствителна към пробиви от снаряди. Поради тази причина производството им е прекратено, след като са произведени 30 бройки, част от които са продадени на румънските ВВС.
През 1937 г. в Испания са изпратени три ескадрили изтребители Bf 109B (по името на фирмата-производител Bayerische Flugzeugwerke. Година по-късно фирмата е преименувана на Messerschmitt A.G.). Тези изтребители са сравнително бавни и са въоръжени само с три леки картечници. Но през следващите години те са усъвършенствани и Bf 109E е самолетът, от който Луфтвафе се нуждае, за да си осигури господство във въздуха в началото на Втората световна война. Германските пилоти постигат с този изключително маневрен изтребител забележителни успехи.
По време на войната Bf 109 e непрекъснато усъвършенстван. Повишава се мощността на двигателя, усилват се броневата защита и въоръжението. Мощността на двигателя DB 605A е 1500 к.с. и с него Bf 109G достига скорост 635 km/h на височина 7000 m. Но този усложнен двигател трябва да се вмести в пространството, предвидено в Bf 109B за по-малкия двигател Jumo, което създава големи технически проблеми. Освен това, монтажът на двете тежки картечници над двигателя налага да се оформят две големи „бузи“. В края на войната машините от модела Bf 109K имат едно 30-mm оръдие в оста на витлото. През 1944 г. се появява по-остъкленият фанар, разработен от лайпцигската фирма Erla, която произвежда лицензно Bf 109. Общо през войната в заводи в Германия, Чехия, Унгария, Румъния и Испания са произведени близо 40 000 изтребители Bf 109, над 14 000 от тях от моделите G (произодството на малък брой модификации продължава и след войната в Чехия и Испания).
Прототипът на изтребителя Focke Wulf Fw 190 лети за първи път оъ 1 юни 1939 г. Той е пуснат през 1941 г. в масово производство без особени проблеми и става може би най-добрият германски универсален изтребител и щурмовик през Втората световна война. Най-разпространеният модел Fw 19А-8 е въоръжен с четири 20-mm оръдия в крилете и две 13-mm картечници над двигателя. От повече от 20 000 Fw 190, произведени до края на войната, най-малко една трета са използвани като щурмовици на Източния фронт с различно бомбено въоръжение. През 1944 г. се появява удълженият със 120 cm вариант Fw 190D с редови двигател с повишена мощност.
Тъй като Fw 190 се оказва неефективен като прехващач на големи височини, през 1942 г. заводите Focke-Wulf започват работа по изтребителя Ta 152, кръстен на главния конструктор Курт Танк. Предвижда се той да може да лети на височина 14 500 m със скорост 725 km/h. До края на войната са построени малък брой машини, но те не вземат участие във военните действия.
Двумоторният нощен изтребител Та 154 е с дървена конструкция, подобно на британския De Havilland „Mosquito“. Но за разлика от него, вместо да се появи през 1941 г., той за първи път участва в бойни действия в последния месец на войната. Има мощно оръдейно въоръжение и е снабден с радар.
Друг закъснял самолет е двумоторният Хайнкел He 219, който е два пъти по-тежък от Та 154. Той е много тромав и се изкачва много бавно. Първите машини са доставени на Луфтвафе през януари 1945 г. и не се проявяват в бойните действия.
Може би най-интересният германски изтребител с бутални двигатели от времето на Втората световна война е Дорнир Do 335. С комбинация от теглещо и тласкащо витло, този самолет притежаващ уникални кръстовидни опашни плоскости, тежко въоръжение и полетна маса над 10 тона достига максимална скорост 760 km/h. Той полита за първи път през ноември 1943 г. Поради липса на подкрепа „отгоре“, както и поради непрекъснато предявяваните нови изисквания, които налагат постоянно преработки, в края на войната Do 335 все още е на етап опитен стадий и в заводите има няколко десетки недовършени машини.
Други видове
Разрушители, щурмовици, бомбардировачи, транспортни самолети, спомагателни самолети, „реактивни чудеса“.

## Въоръжение

### Самолетни картечници
През 1932 г. фирмата Rheinmetall-Borsig създава 7,92-mm самолетна лека картеница, която е приета по-късно на въоръжение в новосъздаденото Луфтвафе в два варианта: MG15 за подвижен монтаж и MG17 за неподвижен монтаж. И двата модела се монтират на голям брой самолети до края на Втората световна война.
Фирмата „Mauser“ създава за сухопътните войски 7,92-mm стандартна картечница MG34. Производството ѝ се оказва по-евтино, отколкото това на MG15 и MG17, а подаването на мунициите е по-опростено. Затова Луфтвафе поръчва на фирмата да създаде самолетен вариант на MG34. Той е готов през 1938 г. и серийното му производство започва под обозначението MG81. По-късно се появява и сдвоеният вариант MG81Z (Z – Zwilling, близнак). Тези картечници се използват предимно при бомбардировачите Ju 87 и Ju 88. Когато се разбира, че поради нейната скорострелност тази картечница е подходяща за обстрелване в бръснещ полет на наземни цели, са създадени контейнерите („Waffenbehälter“) WB 81. Отначало те са с три хоризонтално разположени картечници MG81 или три двойки MG81Z, а по-късно с шест картечници – четири от тях стрелящи хоризонтално напред и две, стрелящи назад под наклон 15 градуса надолу. Такива контейнери се монтират на самолетите Ju 87 и Ju 88.
От 1933 г. фирмата Rheinmetall-Borsig разработва тежка картечница с калибър 13 mm, която в края на 1940 г. Луфтвафе ѝ внедрява обозначението MG131. Тя съответства на американския стандартен калибър 12,7 mm. Използва се в изтребители и бомбардировачи. При вграждането ѝ в изтребителя Me 109G-6 се налага над двигателя да се оформят две „бузи“.
През 1936 – 1937 г. в швейцарския концерн Oerlikon, където на ръководни постове са германци, е създадено 20-mm оръдие MGFF. То се произвежда не само в Германия, но по-късно и от Hispano-Suiza в Испания и Франция, а също и от Мицубиши в Япония. Монтира се неподвижно или подвижно в бомбардировачи и изтребители. Главният недостатък на това оръдие е това, че то се зарежда само с 45 до 60 снаряда.
Още през 1934 г. на фирмата Маузер е възложена разработката на свръхтежка картечница с калибър 15 mm, обозначена MG151. Една по-късна поръчка изисква тази картечница да бъде с калибър 20 mm и е създаден вариантът MG151/20. Създадени са също контейнер („Waffenbehälter“) WB 151 с две MG151/20 и модул („Waffenpack“) WP 151A с четири MG151, но те влошават силно летателните характеристики на изтребителите, на които са монтирани. Въпреки това голям брой изтребители са въоръжени с MG151/20. За да се свали с тази свръхтежка картечница един четиримоторен бомбардировач Boeing B-17, са необходими най-малко 20 преки попадения. До края на войната са произведени 39 500 бройки от серията MG151, по-голямата част от тях с калибър 20 mm. Само през 1944 г. са произведени 19 000 бройки.

### Самолетни оръдия
Проектираното през 1936 г. от Райнметал-Борзиг 30-mm оръдие MK101 не се оказва много удачно. Затова са произведени само малко бройки, които са монтирани на самолети Me 110C, Do 24 и Hs 129B. На базата на MK101 фирмата създава през 1942 г. подобрения модел MK103, който не се нуждае от специален лафет. Той се използва през последните месеци на войната на самолети като Me 109K, Fw 190A и F, както и прототипа Do 336V-5.
През 1941 г. фирмата Райнметал-Борзиг започва работа, без да има поръчка за това, по нов модел 30-mm оръдие на базата на системата Oerlikon, предназначено за атакуване на тежките бомбардировачи. Но шефът на техническия отдел на Луфтвафе генерал Удет отхвърля този проект, като обяснява, че за тази цел са достатъчни 20-mm оръдия. След смъртта му, през март 1942 г. Министерството на въздухоплаването преразглежда проекта и одобрява новото оръдие, което е обозначено MK-108. Серийното му производство започва от средата на 1943 г. и то става стандартно оръдие на изтребителите. Конструкцията му се оказва много удачна с оглед на масовото производство, защото 80% от детайлите са пресовани и само 20% се нуждаят от механична (стружкова) обработка. Един снаряд на MK108 е достатъчен, за да бъде свален един изтребител P-51 Mustang, а четири за свалянето на един бомбардировач Boeing B-17.
Докъм 1942 г. германските самолети могат при използване на муниции тип С да изваждат от строя танкове на противника. Това се променя, когато се появяват съветските танкове КВ I, KB II и Т-34. Бронята на първите два танка е 100 mm и тя не може да бъде пробита от снарядите на МК101. Последният има броня с дебелина само 45 mm, но тя е монтирана много удачно под наклон. Затова пилотът на щука оберлейтенант Ханс-Улрих Рудел предлага под всяко полукрило на щуките Ju 87D да се монтират 37-mm зенитни оръдия Flak 18. Щуките, превъоръжени по този начин в завода на Junkers в Бернбург, получават обозначение Ju 87G-1, а оръдието ВК 3,7. С такава щука Рудел унищожава през периода 1944 – 1945 г. 519 съветски танка. Тези оръдия се използват също на самолетите Me 110G-2 и Ju 88P-2.
Фирмата Райнметал-Борзиг създава на базата на танковото оръдие („Kampfwagenkanone“) KwK 39 самолетното 50-mm оръдие („Bordkanone“) BK 5. През септември 1944 г. 32 самолета Ju 88P-4, въоръжени с това оръдие, са изпратени като изтребители на танкове на източния фронт, без да постигнат особен ефект.
Заводите „Маузер“ също получават поръчка да разработят 50-mm оръдие на базата на KwK 39. Но са произведени само четири прототипа, обозначени MK 214, преди през февруари 1945 г. работата по този проект да бъде прекратена.
В борбата срещу съветските танкове се отличава пехотното 75-mm оръдие Pak 40L на Райнметал-Борзиг. Неговите снаряди пробиват брони с дебелина до 95 mm. На негова база е създадено самолетното оръдие ВК 7,5. Няколко такива оръдия са монтирани пробно на самолети Ju 88P-1, но те не се оказват удачни. Около 30 оръдия са монтирани на щурмови самолети Hs 129B. Те успяват да унищожат няколко съветски танка ИС, но общо взето не са постигнати очакваните резултати.

### Ракетни снаряди
Още от 1937 г. в Германия се работи по създаването на самолетни ракетни снаряди, но постигнатите резултати са незадоволителни. От лятото на 1943 г. окачват под крилата на някои изтребители Ме 109 и Fw 190, както и на Ме 110, тръби с диаметър 210 mm за изстрелване на ракетни снаряди Wgr 21 („Wurfgranate“) за ракетната установка Nebelwerfer 42.
През 1944 г. в заводите Deutsche Waffen und Munitionsfabriken (DWM) в Любек е създадена неуправляема самолетна ракета R4M Orkan с диаметър 55 mm, дължина 821 mm, маса 3,85 kg и далечина на полета 1500 m. Тя се изстрелва от единични шини или батареи от 12 шини. До края на войната са произведени 12 000 бройки, но само около 2500 са предадени на бойните поделения. Други ракетни снаряди, които не са влезли в употреба, са противотанковият R4 Panzerblitz 1, който пробива броня с дебелина 90 mm, и R4HL Panzerblitz 2, който пробива броня с дебелина 160 mm, както и противосамолетната ракета Hs 127 Föhn с диаметър 73 mm, дължина 330 mm и маса 3,2 kg. 24 ракети Föhn или 33 ракети R4M е трябвало да бъдат монтирани в носа на ракетния прехващач Bachem Ba 349 Natter.
Върхово постижение на самолетните оръжия е ракетният снаряд Х-4 с управление по жици, проектиран през 1943 г. от фирмата Ruhrstahl. Той е предвиден за изстрелване от изтребители Fw 190 и Ме 262 срещу съюзническите бомбардировачи, но това не е реализирано до края на войната.

## Тайни оръжия
За да поддържа вярата на германците в крайната победа след големите поражения на Източния фронт и в Северна Африка, нацисткото ръководство прави демагогски изявления за предстоящ поврат на събитията в благоприятна за Германия насока, за „тайни оръжия“, които ще бъдат използвани в „най-скоро време“, и т.н. Но от какъв характер са тези оръжия и кога ще се използват никой не казва. Знае го само фюрерът Адолф Хитлер.
До края на войната във военните действия реално са включени само две тайни оръжия, наречени от нацистката пропаганда „оръжия за възмездие“ („Vergeltungswaffen“). Това са летящата бомба V-1 и балистичната ракета V-2.

### Летяща бомбаФау-1
Летящата бомба V-1, изстреляна за първи път срещу Англия през нощта на 12 срещу 13 юни 1944 г., има официалното обозначение Fieseler Fi 103. Тя е разработена под кодовото название Kirschkern („черешова костилка“) и с обозначение за заблуждение на противника FZG-76 (Flakzielgerät – мишена за зенитната артилерия).
Въпреки че се води като конструкция на фирмата „Физелер“, V-1 е колективно творение на четири фирми. На „Физелер“ е възложено изработването на корпуса и крилата, на Argus – на двигателя, на Siemens – на автоматичната система за управление и на Walter – на катапулта за изстрелване. Поради липса на капацитет по-късно „Физелер“ възлага производството на по-голямата част от телата и крилата на автомобилните заводи Фолксваген.
Първите прототипи на V-1 показват много дефекти – нещо нормално за един принципно нов продукт. За да се установят причините за тези дефекти, няколко V-1 са снабдени с пилотска кабина в носа. Но четирима пилоти-изпитатели загиват без да се получат рпезултати. Единствено известната авиаторка Хана Райч успява да изпълни десет драматични полета, при които основните дефекти са изяснени. За своето геройство тя е наградена с високи ордени. Но и западните съюзници създават затруднения при реализирането на програмата V-1. Планираното за 15 декември 1943 г. изстрелване на първите V-1 срещу Англия се забавя в резултат на тежката бомбардировка над Пенемюнде през август 1943 г., защото се налага службите за изпитване да бъдат прехвърлени в Източна Прусия.
Първите площадки за изстрелване на летящите бомби са разположени дъгообразно във френските провинции Артоа, Нормандия и Пикардия, само на разстояние от 220 до 250 km от Лондон. Те се изграждат с по няколко рампи с дължина 42 до 52 m с катапулти, бетонени пътища и сгради. Изстрелването на летящите бомби се поема от специално поделение, известно като 155-н зенитен полк („Flak-Regiment 155“). По време на съюзническия десант в Нормандия провел се на 6 юни 1944 г., били около 40 площадки готови за изстрелване в Северна Франция.
Първите 10 летящи бомби са изстреляни срещу Англия през нощта на 12 срещу 13 юни 1944 г. Всички са насочени към Лондон, но четири от тях се взривяват още при изстрелването, две не достигат английското крайбрежие и само една пада в района на Лондон. Темпът на изстрелване нараства значително до края на месеца и за 17 дни, до 29 юни, вече са изстреляни 2000 летящи бомби. Но трябва да се има предвид, че поради несъвършенството им, всяка пета бомба се взривява в района на изстрелването или недалеч от него. 316 бомби са изстреляни на 7 август 1944 г. – това е най-голямата бройка за един ден, но само една трета от тях достига Англия.
Британската противовъздушна отбрана успява да се справи с новото оръжие. 1866 бомби са свалени от зенитната артилерия, 232 се удрят в баражни балони. Но най-голям успех имат изтребителите – 34 пилоти свалят по повече от 10 бр. V-1, а капитан Джоузеф Бери сваля 61 летящи бомби.
След като съюдническите войски окупират големи части от Франция, през октомври 1944 г. зенитният полк, вече преименуван на 5-а зенитна дивизия („Flak-Division 5“) и прехвърлен в Нидерландия. Оттам обстрелва белгийския град Антверпен – най-голямото пристанище, използвано от съюзниците.
След като Лондон вече е извън обсега на площадките за изстрелване на V-1, започва изстрелването им от самолети. За целта се използват около сто модифицирани двумоторни бомбардировачи Хайнкел He 111. Но резултатите се оказват незадоволителни. До края на януари 1945 г. са изстреляни срещу английски градове от самолети повече от 1200 летящи бомби, от които само 215 достигат целта си. При тези операции са загубени 77 бомбардировача.
Произведени са повече от 30 000 летящи бомби V-1. Използването им приключва на 19 март 1945 г., девет месеца след първото изстрелване срещу Англия. От 6725 бомби, които пресичат Ла Манша, около 60% са свалени от британската противовъздушна отбрана. Над Лондон падат 2419 летящи бомби и освен това малък брой падат и над други английски градове. Те засягат 23 000 сгради и убиват или раняват 73 000 души. Срещу Антверпен са изстреляни 4900 V-1, 2759 от които падат в града, и още около 3000 са изстреляни срещу Лиеж.
Поради неточността си (отклонения от целта от няколко до 100 km) летящата бомба V-1 има много малък ефект върху хода на военните действия и е безполезна от военна гледна точка. Но психологическото ѝ въздействие оправдава използването ѝ. Това е първото оръжие в света с автономно управление, в което са залегнали много от принципите на съвременната ракетна техника. Създадените през последните десетилетия подобни летящи бомби, сега наричани крилати или маршрутни ракети тип „круз“, са правнуци на V-1.

### Балистична ракетаФау-2
Това е второто „тайно оръжие за възмездие“ с техническо обозначение А-4 (А – агрегат), но по-известно с пропагандното обозначение V-2. Създадено е в научноизпитателния център на сухопътните войски Пеенемюнде на остров Узедом в Балтийско море под ръководството на главния конструктор Вернер фон Браун. След несполучливия атентат срещу Хитлер на 20 юли 1944 г. командването на ракетните оръжия е възложено на СС.
Ракетата V-2 има дължина 14,30 m, стартова маса 12 800 kg, взривно вещество в бойната глава 750 kg, маскимална тяга 255 kN, продължителност на работа на двигателя 63 s, максимална скорост около 6000 km/h, таван 100 до 200 km и далечина на полета 300 до 400 km.
Нападенията с V-2 срещу Англия започват на 8 септември 1944 г. Първата ракета пада в лондонския район Чисуик в 18:43 часа, като убива трима души и ранява 17. Тя е изстреляна от батарея в състава на „дивизия със специално предназначение“ под командването на СС-групенфюрер и генерал-лейтенант от Вафен-СС Ханс Камлер, дислоцирана край Хага, на около 300 km от Лондон. Но по това време разгромът на хитлеристка Германия вече не може да бъде предотвратен. Червената армия вече е прекосила границите на Германския райх, а западните съюзници достигат Брюксел четири дни преди изстрелването на първите V-2.
Общо са изстреляни малко повече от 4000 ракети V-2. Но от тях по-малко от 3000 достигат целта си – 1115 в Англия и 1675 във Франция, Белгия, Нидерландия и Германия (при моста на Рейн край Ремаген). Последната ракета е изстреляна на 5 април 1945 г.
Военното значение и ефектът от използването на ракетите V-2 са сравнително малки, но те костват живота на повече от 30000 души. Това са около 10 000 жители на европейски градове и 20 000 концлагеристи от лагера „Миттелбау-Дора“ и военнопленници, които са принудени да работят до пълно изтощение в тунелите на подземния комплекс „Мителверк“ край Нордхаузен, където се монтират ракетите V-2.

## Известни пилоти
Списъкът е подреден по броя на свалените самолети.
Top 10
- Ерих Хартман 352
- Герхард Баркхорн 301
- Гюнтер Рал 275
- Ото Кител 267
- Валтер Новотни 258
- Вилхелм Бац 237
- Ерих Рудорфер 222
- Хайнрих Бер 220
- Херман Граф 212
- Хайнрих Ерлер 209

Други важни пилоти
- Йоханес Щайнхоф 176
- Ханс Йоахим Марзайле 158
- Волфганг Шнауфер 121
- Гордон Голоб 150
- Вернер Мьолдерс115
- Адолф Галанд 104
- Вернер Лукас 105
- Йозеф Прилер 101
- Хайнрих Принц цу Зайн-Витгенщайн 83
- Мартин Бекер 58
- Франц фон Вера 8
- Хана Райч

Бомбардировъчни пилоти
- Ханс-Улрих Рудел 2000
- Едуард Трат 650
- Бруно Майер 483
- Валтер Рубенсдорфер 371
- Алберт Кеселринг 220
- Хайо Херман